# 杜登維爾 (密蘇里州)
杜登維爾（英語：Dudenville），又名錢伯斯維爾（Chambersville）及錢伯斯堡（Chambersburg），是位於美國密蘇里州戴德縣及賈斯珀縣的非建制地區。

## 歷史
杜登維爾的郵局於1873年設立，其後於1881年停運。

## 地理
杜登維爾所處的海拔為高於海平面331米（即1086英呎），而該地所採用的時區為UTC-6，即北美中部時區（CST）。同時該地設有夏令時間，為UTC-6調快一小時，即UTC-5（CDT）。